# Sebastián Gómez
Sebastián Gómez Pérez (Montevideo, 1º novembre 1983) è un allenatore di calcio ed ex calciatore andorrano, di ruolo attaccante, tecnico del City Escaldes.

## Carriera

### Club
Ha giocato nella prima divisione andorrana.
In carriera ha giocato complessivamente 2 partite nei turni preliminari di UEFA Champions League e 14 partite in quelli di UEFA Europa League, nel corso delle quali ha anche segnato una rete.

### Nazionale
Tra il 2008 ed il 2019 ha giocato complessivamente 32 partite con la nazionale andorrana.

## Palmarès

### Club

#### Competizioni nazionali
- Supercopa andorrana: 3

Sant Julià: 2009, 2010, 2011
- Copa Constitució: 2

Sant Julià: 2009-2010, 2010-2011